# Mauretania Caesariensis
Mauretania Caesariensis (česky „Caesarejská Mauretánie“) byla provincie Římské říše na severu Afriky, na území dnešního Alžírska. Hlavní město se nazývalo Caesarea Mauretaniae (dnešní Šeršel).

## Historie
V oblasti existovalo od 3. století př. n. l. Mauretánské království, jehož panovníci se roku 25 stali vazaly Říma. Provincie vznikla v roce 42 poté co oblast pro Řím dobyl císař Claudius (souběžně vznikla ještě západněji položená provincie Mauretania Tingitana). Císař Diocletianus z provincie roku 293 vydělil provincii zvanou Mauretania Sitifensis. Provincie přežila i pád západního Říma, byť většina vnitrozemí byla ztracena, nejprve ve prospěch Vandalského království a později Mauro-římského království; římská správa byla tehdy omezena na hlavní město Caesareu. Ztracená území byla znovu dobyta Římem (Byzantskou říší) za vlády císaře Justiniána I. Provincie existovala až do 7. století. Římskou nadvládu definitivně ukončilo muslimské dobytí Maghrebu. Oblast se pak stala součástí Umajjovského chalífátu.
Hlavním vývozním artiklem provincie byla purpurová barviva a cenná dřeva. Domorodí Berbeři zvaní též Maurové byli Římany vysoce ceněni jako vojáci, zejména jejich lehká jízda. Vzešel z nich jeden z nejlepších Traianových generálů Lusius Quietus a dokonce i jeden římský císař: Macrinus (vládl 217 až 218).
Hlavní město Caesarea byla největším centrem judaismu před rokem 330. Sitifis bylo jedním z center mithraistických mystérií. Křesťanství se rozšířilo ve 4. a 5. století, s příchodem Vandalů se státním náboženstvím stalo ariánské křesťanství.